# Meerschweinchenkrankheiten

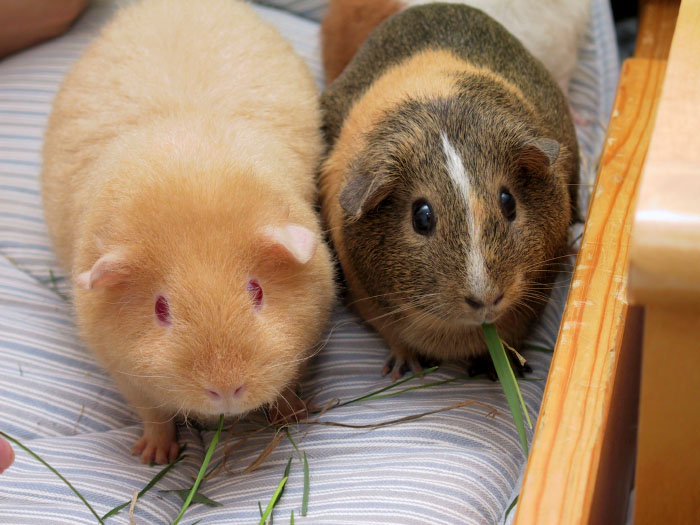
Hausmeerschweinchen

Meerschweinchenkrankheiten sind Gesundheitsstörungen in der Familie der Caviidae. Prinzipiell sind Hausmeerschweinchen für dieselben Erkrankungen anfällig wie ihre Wildform, bei Hausmeerschweinchen kommt jedoch eine Reihe weiterer Erkrankungen vor, die vor allem fütterungs- oder haltungsbedingt sind. Bei den Fütterungsfehlern bei Hausmeerschweinchen ist eine zu kohlenhydrat-, fett- oder eiweißreiche sowie rohfaserarme Nahrung häufige Ursache für eine Vielzahl von Problemen, die über Zahnerkrankungen, Durchfall, Aufblähung, Harnsteine bis hin zu Krämpfen reichen und sogar den Tod des Tieres zur Folge haben können. Haltungsfehler wie mangelnde Hygiene, nasse Einstreu, Zugluft oder direkte Sonneneinstrahlung bzw. zu hohe Umgebungstemperaturen fördern ebenfalls das Auftreten einer Reihe von Erkrankungen.

## Erkrankungen des Verdauungsapparats
Das Meerschweinchen ist an eine energiearme, rohfaserreiche Kost angepasst. Es besitzt lebenslang nachwachsende Zähne (wurzellose Zähne), die einen ständigen Zahnabrieb durch intensive Kau- und Nagetätigkeit benötigen. Die glatte Muskulatur des Magen-Darm-Kanals ist gering entwickelt. Die Aufnahme vieler kleiner Mahlzeiten und von Ballaststoffen sind wichtig für die Darmperistaltik und damit für den Weitertransport des Nahrungsbreis im Magen-Darm-Trakt. Die schwer verdauliche Nahrung wird durch Bakterien im Dickdarm aufgespalten. Fütterungsfehler führen schnell zu Störungen des empfindlichen Gleichgewichts dieser Darmflora. Meerschweinchen können, wie der Mensch, kein Vitamin C im Körper produzieren, sie sind daher auf dessen Aufnahme über die Nahrung angewiesen. Das Futter von Meerschweinchen sollte daher fast oder besser ausschließlich aus Heu und frischem, nicht zu kaltem Grünfutter bestehen (siehe auch Ernährung des Meerschweinchens).

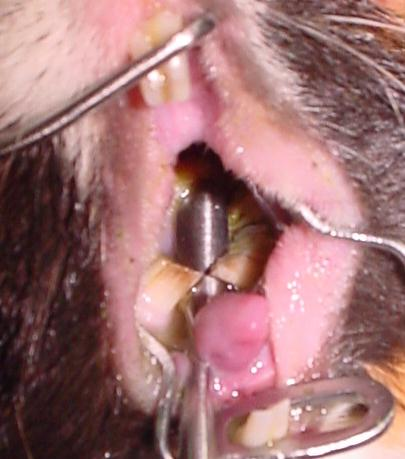
Brückenbildung im Backenzahnbereich eines Meerschweinchens.

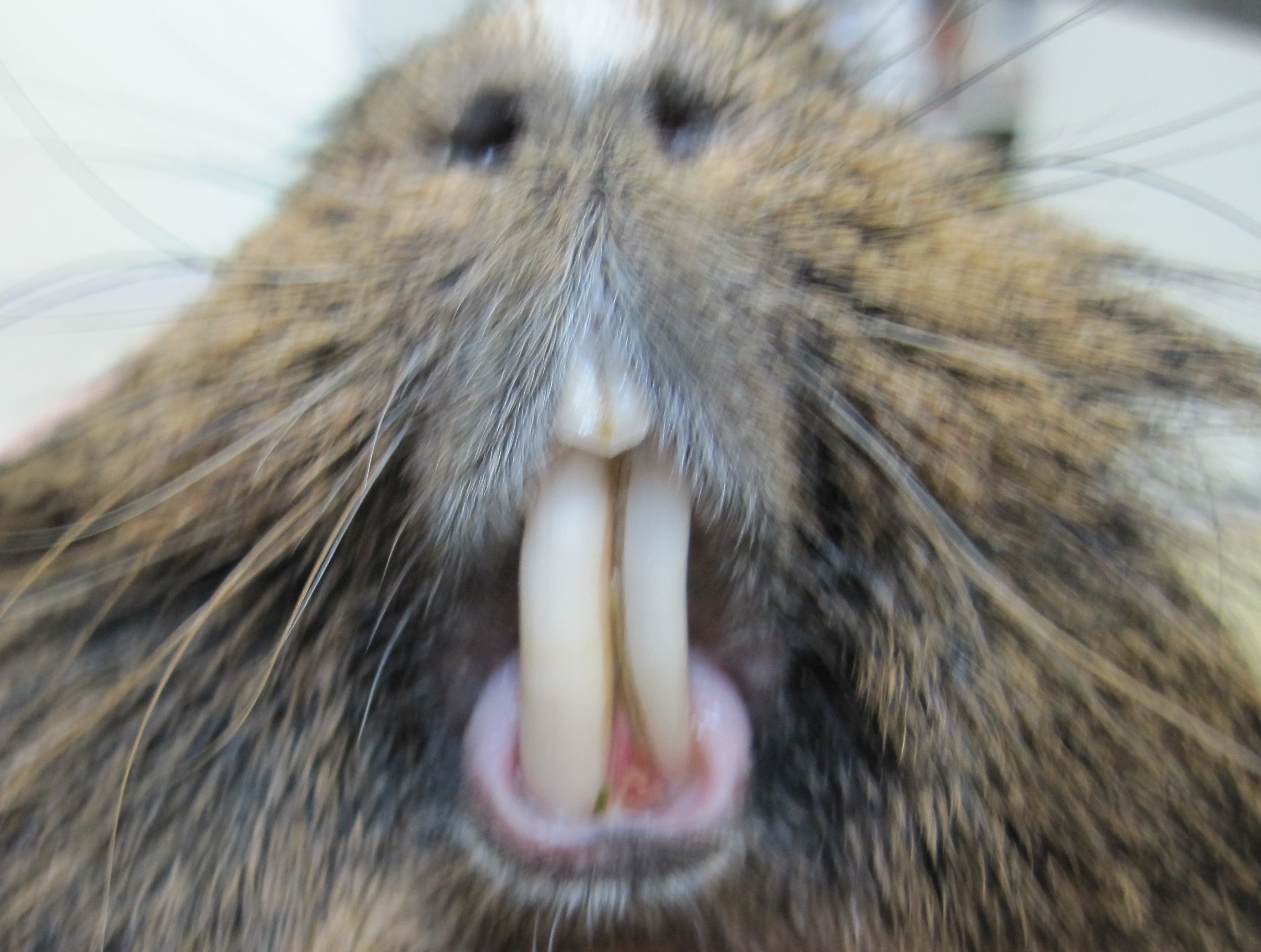
Riesenzahn rechts (links im Bild)

Häufigere Anzeichen eines Verdauungsproblems sind reduzierte oder fehlende Nahrungsaufnahme (Anorexie), Durchfall und Blähungen („Trommelsucht“).
Zu lange Zähne führen zu Problemen bei der Nahrungsaufnahme. Mögliche Ursachen sind neben zu geringen Nagemöglichkeiten auch angeborene oder erworbene Zahnfehlstellungen sowie ein traumatischer Zahnverlust. Ein mangelnder Zahnabrieb kann eine Brückenbildung an den Backenzähnen begünstigen, die ein Anheben der Zunge an den Gaumen heran verhindern und somit ein Abschlucken unmöglich machen, oder zu einem Hechtgebiss führen. Da die Zähne nun erst recht nicht mehr benutzt werden, setzt ein Teufelskreis ein. Typische Anzeichen eines Zahnproblems sind Anorexie und vermehrter Speichelfluss mit feuchtem Fell in der Maulumgebung. Die gestörte Nahrungsaufnahme ruft schnell eine Degeneration der Kaumuskulatur und schwerwiegende Erkrankungen des Magen-Darm-Kanals hervor. Zudem versuchen die Tiere häufig, den Nahrungsmangel durch vermehrtes Trinken (Polydipsie) oder Bevorzugung von Weichfutter auszugleichen. Zahnprobleme müssen durch Kürzen der Schneidezähne bzw. Abschleifen der Brücken korrigiert werden, zumeist in regelmäßigen Abständen, da sich durch das permanente Wachstum immer wieder Zahnfehlstellungen einstellen. Durch Schädigungen im Bereich der Schneidezahnwurzel kann es zur Bildung eines „Riesenzahns“ (Makrodont) kommen, der regelmäßig gekürzt werden muss.
Durchfall ist fast immer auf Störungen der Darmflora infolge Fütterungsfehler oder durch den Einsatz falscher Antibiotika zurückzuführen, die Sekundärinfektionen des Darms begünstigen. Antibiotika mit einem Wirkungsspektrum auf lediglich grampositive Bakterien (z. B. Penicillin) führen zu einer starken Vermehrung gramnegativer Bakterien und damit zu einer Antibiotika-assoziierten Diarrhoe bzw. Antibiotika-bedingten Enterotoxämie. Auch eine mangelnde Haltungshygiene begünstigt das Auftreten von Darmerkrankungen. Dabei dominieren bei Meerschweinchen die Hefepilzerkrankung Darmmykose durch Cyniclomyces guttulatus (veraltet Saccharomyces oder Saccharomycopsis guttulatus) oder Torulopsis pintolopsii, etwas seltener kommen bakterielle Sekundärerkrankungen vor, wie Salmonellose (Salmonella typhimurium, S. enteritidis) sowie Infektionen durch Clostridium difficile (vor allem bedingt durch den Einsatz falscher Antibiotika), Escherichia coli, Yersinia pseudotuberculosis, Pseudomonas aeruginosa, Listeria monocytogenes oder unspezifische Keime wie Streptokokken und Staphylokokken. Daneben gibt es einzelne Fallberichte zum Auftreten der Tyzzer’s Disease (Erreger Clostridium piliforme), welche meist tödlich endet. Viral bedingte Darmentzündungen werden gelegentlich bei Absetzern durch Coronaviren hervorgerufen und enden bei 50 % der Tiere tödlich. Auch der Befall des Dickdarms mit Fadenwürmern (vor allem Paraspidodera uncinata, ein Pfriemenschwanz) kommt gelegentlich bei Außenhaltung vor und kann zu Durchfällen führen, bleibt aber meist ohne klinische Symptome. Seltener lösen auch Einzeller Durchfälle aus. Die Kokzidiose (Eimeria caviae) kann bei Jungtieren in größeren Haltungen blutige Durchfälle hervorrufen, wobei hier ebenfalls sekundäre Darmmykosen oder bakterielle Darmentzündungen eine Rolle spielen. Seltener verursachen auch eine Trichomoniasis (Tritrichomonas caviae, T. flagellipora), Amöbenruhr (Entamoeba caviae) oder eine Infektion mit Cryptosporidium wrairi Durchfall. Zur Behandlung müssen zuerst Fütterungsfehler abgestellt werden. Bei Darmpilzerkrankungen werden zusätzlich Antimykotika (z. B. Nystatin), bei bakteriellen Infektionen Antibiotika, bei Kokzidien Toltrazuril oder Sulfonamide, bei anderen Einzellererkrankungen Metronidazol oder Fenbendazol eingesetzt. Zudem sind eine Zwangsfütterung mit Diätfuttermitteln, die Gabe von Probiotika zur Stabilisierung der natürlichen Darmflora und bei schweren Durchfällen auch ein Flüssigkeitsersatz angezeigt.
Blähungen äußern sich in einem aufgetriebenen Bauch und entstehen zumeist infolge von Fütterungsfehlern oder reduzierter Futteraufnahme (Zähne). Bei Meerschweinchen kommt es seltener zu Verstopfungen, die längere Verweilzeit des Nahrungsbreis im Magen-Darm-Trakt führt eher zu Fehlvergärungen und damit zu einer Dickdarm- (Darmtympanie) oder Magenaufgasung (Magentympanie), selten auch zu einer Magendrehung. Diese Aufgasungen sind sehr schmerzhaft (Zähneknirschen, reduzierte Nahrungsaufnahme, Abgeschlagenheit) und können zu einem Kreislaufversagen (Schock) oder zu einem Platzen des betroffenen Abschnitts des Verdauungskanals führen. Beide Zustände sind daher Notfälle. Die Behandlung erfolgt bei leichteren Formen durch Gabe von die Darmmotorik fördernden (Metoclopramid) und schaumbrechenden Arzneimitteln (Dimeticon). Bei hochgradigen Tympanien ist unter Umständen die Einführung einer Magensonde bzw. eine Punktion des aufgegasten Blinddarms und die Gabe von Antibiotika und Schmerzmitteln notwendig. Anschließend müssen Fütterungsfehler und gegebenenfalls die Zähne korrigiert und eine Zwangsfütterung mit Diätfuttermitteln durchgeführt werden.
Bei den Erkrankungen der Leber ist eine Leberverfettung bei energiereicher Ernährung häufig. Diese bleibt zumeist lange ohne klinische Symptome und wird erst bei einem Energiemangel akut und äußert sich unspezifisch in Appetitlosigkeit und Abgeschlagenheit, bei schwerem Verlauf in Bewusstseinsverlust (Leberkoma) und Krämpfen. Infektiöse Leberentzündungen (Hepatitis) treten bei Meerschweinchen bei Allgemeininfektionen mit Strepto- oder Staphylokokken sowie bei der Tyzzer’s Disease auf. Bei Einwirkung äußerer Gewalt kann bei Verletzung der Leber eine traumatische Hepatitis entstehen.

## Atemwegserkrankungen
Atemwegserkrankungen zeigen sich in Atemnot (Dyspnoe) und verstärkten Atemgeräuschen, bei Infektionen auch in Nasenausfluss und häufig auch einer Bindehautentzündung (Konjunktivitis) mit Augenausfluss.
Bei Meerschweinchen sind Atemwegserkrankungen sehr häufig bakteriell bedingt, der entsprechende Ausfluss ist dann eitrig. Als Erreger spielen Pasteurella multocida (Pasteurellose), Bordetella bronchiseptica, Klebsiella pneumoniae, Chlamydophila caviae, Streptobacillus moniliformis, sowie Strepto- und Staphylokokken und verschiedene Haemophilus-Arten eine Rolle. Die Behandlung der Atemwegsinfekte erfolgt mit Antibiotika und sekretauflösenden Mitteln (Acetylcystein, Bromhexin). Die Heilungsaussicht bei Lungenentzündungen ist bei Meerschweinchen im Vergleich zu anderen Tieren eher schlecht.
Ebenfalls relativ häufig sind virale Atemwegsinfekte. Die Meerschweinchen-spezifische Adenoviruspneumonie ist nach Ewringmann und Glöckner recht häufig, nach Wasel zumindest in Massenhaltungen. In einer jüngeren Studie wurde bei 1 % der zur Sektion eingesendeten Meerschweinchen eine Adenoviruspneumonie diagnostiziert. Sie bedarf offenbar keiner sekundären bakteriellen Infektion. Sie hat eine Inkubationszeit von 5 bis 10 Tagen und äußert sich in einem Absterben der Atemwegsschleimhaut infolge einer Bronchiolitis und endet meist tödlich. Nach Huerkamp et al. ist die Adenoviruspneumonie selten und virale Atemwegsinfekte werden, vor allem bei Kontakt zu Mäusen und Ratten, häufiger durch Paramyxoviren (Sendaivirus, Simian 5 Virus und Murines Pneumonievirus) ausgelöst.
Bei schweren Traumen (Stürze, Hundebiss) kann es zu einer Lungenblutung kommen, bei der rotes schaumiges, Blut aus der Nase tritt. Die Lungenblutung ist ein Notfall, der eine sofortige tierärztliche Behandlung erfordert. Herzerkrankungen (Hypertrophe Kardiomyopathie mit Lungenödem oder Pleuraerguss) und umfangreiche raumfordernde Prozesse im Bauch wie Aufgasungen des Magens oder Darms rufen ebenfalls Atemprobleme hervor. Auch in das Blut gelangte Erreger (Septikämie), vor allem bei Darmerkrankungen, können sich im Atmungsapparat ansiedeln. Tumoröse Neubildungen im Bereich der Lunge (Lungenadenome) treten relativ häufig auf. Allergische Atemwegserkrankungen sind dagegen bei Meerschweinchen selten.

## Erkrankungen der Harnorgane

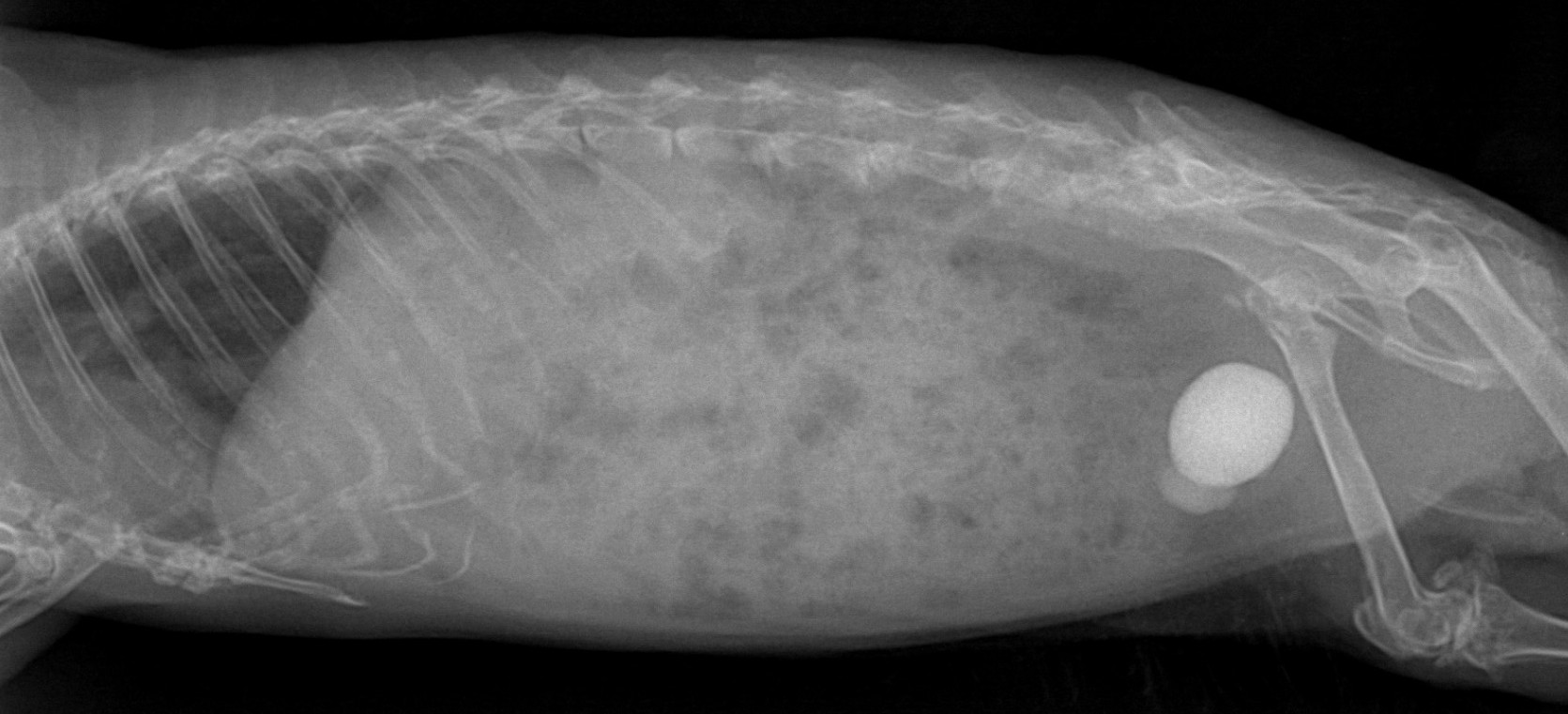
Röntgenbild eines Calcit-Steins (∅ 1,5 cm) in der Harnblase bei einem Meerschweinchen

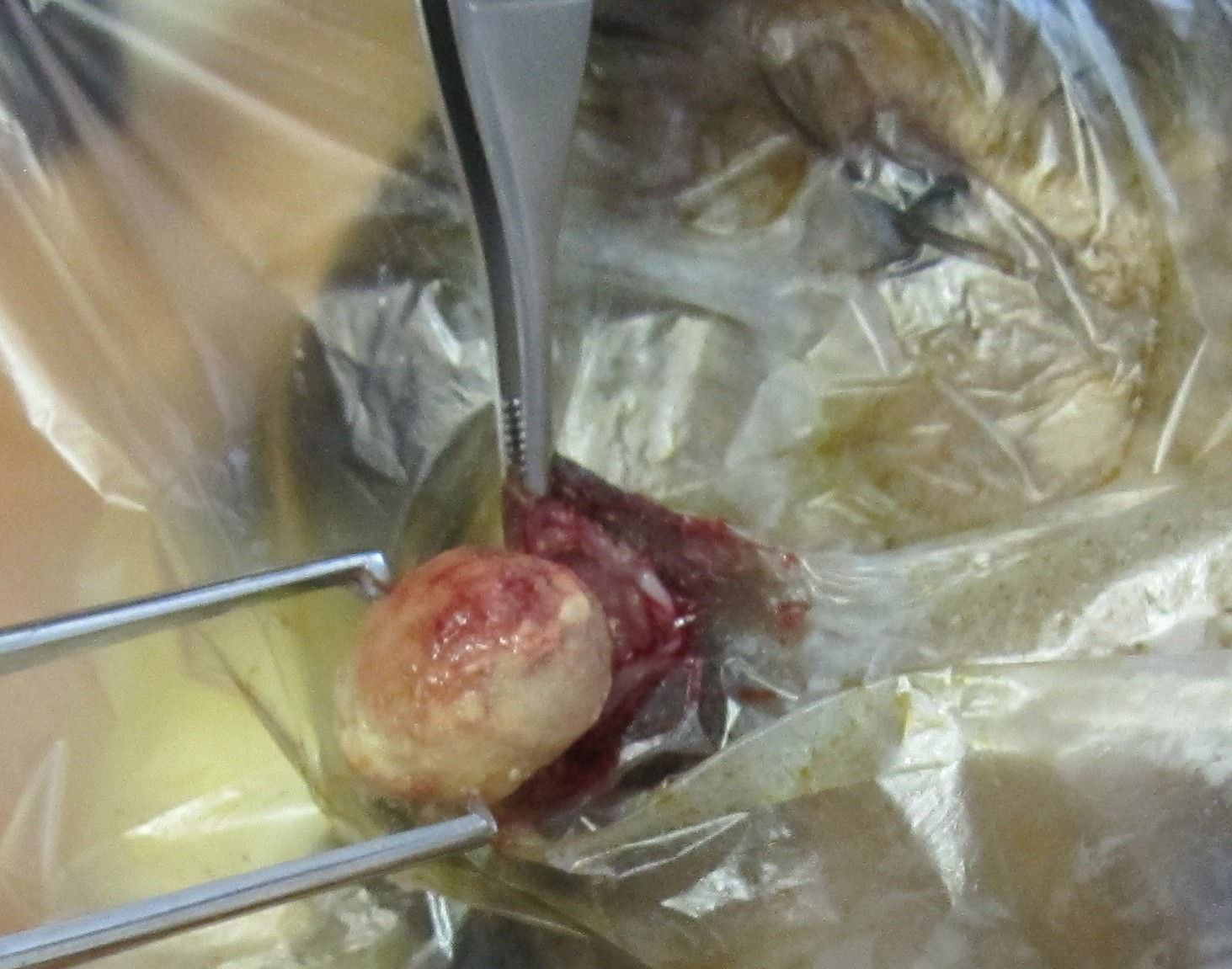
20×13 mm großer Harnröhrenstein bei einem weiblichen Meerschweinchen.

Erkrankungen der Harnorgane zeigen sich in einer Veränderung der Eigenschaften des Urins oder in der Frequenz des Harnabsatzes. Meerschweinchen nehmen Calcium unreguliert aus der Nahrung auf, überschüssiges Calcium wird über den Urin ausgeschieden. Eine ausreichende Flüssigkeitsaufnahme ist dafür erforderlich. Aufgrund des alkalischen pH-Werts des Urins (etwa 8,5) fallen schon physiologisch Kalziumkristalle aus, weshalb der Urin des Meerschweinchens gelblich- bis weißlich-trübe ist. Durch über die Niere ausgeschiedene Pflanzeninhaltsstoffe und Oxidation von Urinbestandteilen kann der Harn sich an der Luft auch rötlich verfärben, was nicht mit Blut verwechselt werden darf.
Aufgrund der Besonderheit des Kalziumstoffwechsels neigen Meerschweinchen zur Bildung von Harnsteinen (Urolithiasis). Bei Meerschweinchen bestehen etwa 85 % der Steine ganz oder überwiegend aus Calciumcarbonat, meist in Form von Calcit, seltener auch Vaterit. Diese Calciumcarbonatsteine haben häufig einen Calciumphosphatanteil, es handelt sich also um Mischsteine. Bei Blaseninfekten können aufgrund von Ureasebildnern auch Struvitbeimengungen auftreten, bei oxalsäurereicher Fütterung auch Calciumoxalatsteine. Sie führen zu Reizung der Schleimhaut der Harnwege und eventuell auch zu bakterieller Sekundärinfektion durch aufsteigende Keime, wobei insbesondere eine Harnblasenentzündung (Zystitis) entstehen kann. Eine Zystitis kommt vor allem bei über 2 Jahre alten Weibchen vor. Die Folge sind Schmerzen beim Wasserlassen (Strangurie) und häufiger Harnabsatz (Pollakisurie), eventuell mit Blutbeimengungen. Die Analregion ist dann häufig nass und es besteht die Gefahr eines Fliegenmadenbefalls (Myiasis). Die Steine können aber auch zur Verlegung der Harnwege führen, worauf die Harnbildung (bei Nierenbecken- und Harnleitersteinen) sowie der Harnabsatz (bei Blasen- und Harnröhrensteinen) nicht mehr möglich ist (Anurie). Sind der Harnblasenausgang oder die Harnröhre verlegt, füllt sich die Harnblase bis zum Bersten (Notfall).
Erkrankungen der Geschlechtsorgane können Ausfluss oder einer Blasenentzündung ähnliche Symptome hervorrufen.

## Umfangsvermehrungen

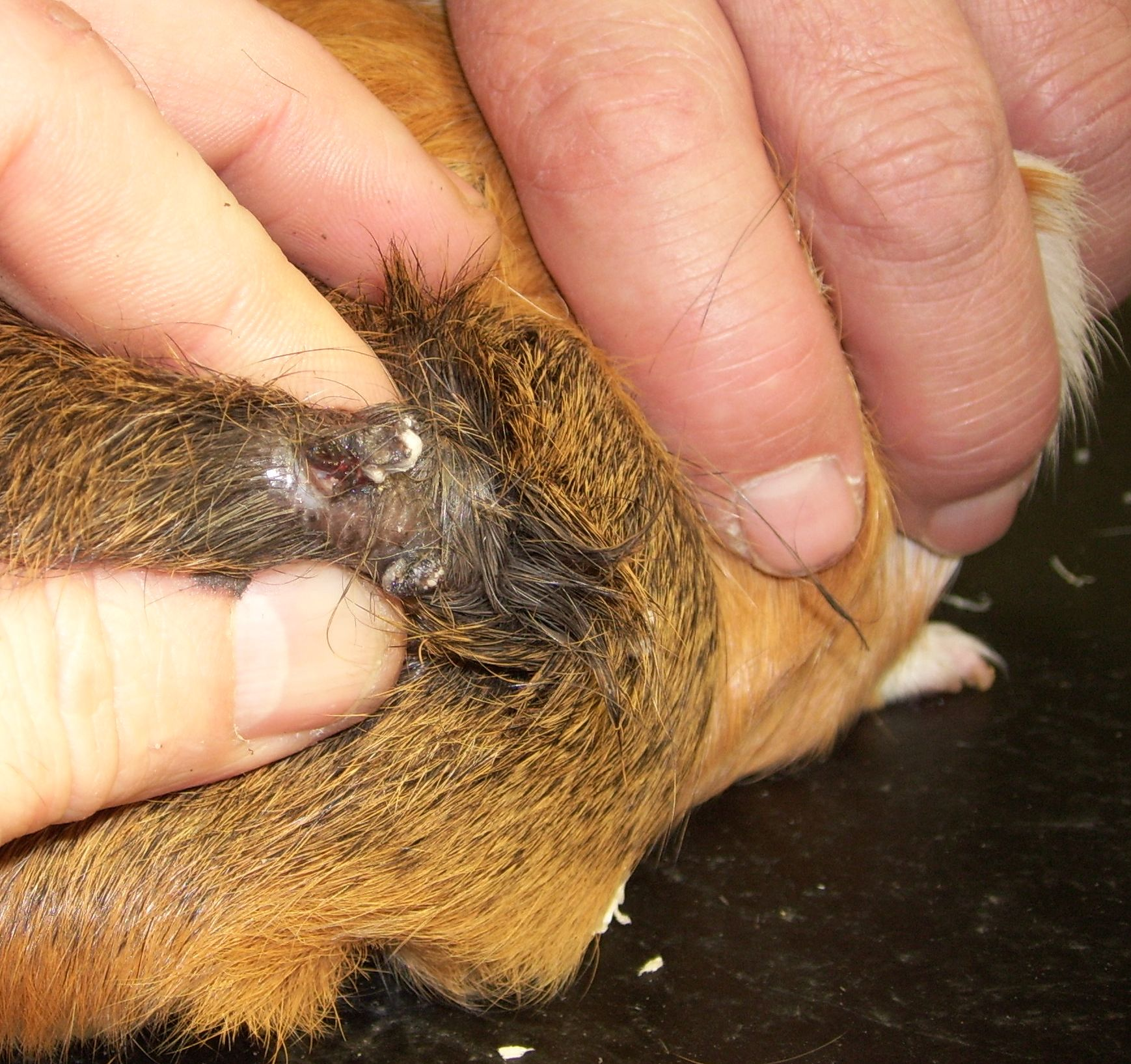
Atherom

Lokale Umfangsvermehrungen sind bei Meerschweinchen häufig anzutreffen. Lokale abgekapselte Eiterherde (Abszesse) treten vor allem am Unterkiefer infolge von Zahnerkrankungen, an den übrigen Körperstellen nach Bissverletzungen oder durch eingespießte Futterteile auf. Eine zweite häufige Ursache für Umfangsvermehrungen sind Grützbeutel (Atherome), die bis hühnereigroß werden können und vor allem im Bereich des Rückens, der Flanken und an der Kaudaldrüse auftreten. Sowohl Abszesse als auch Atherome müssen chirurgisch behandelt werden, ein einfaches Ausdrücken des Inhalts ist im Regelfall nicht ausreichend, da sie sich wieder auffüllen.
Bei älteren Meerschweinchen können auch gutartige Fettgeschwülste (Lipome) auftreten, die keiner Behandlung bedürfen. Sie machen bei Meerschweinchen etwa 40 % der Hauttumoren aus. Der mit einem Anteil von 30 % zweithäufigste Hauttumor ist der Haarfollikeltumor (Trichofollikulom). Bösartige Tumoren wie Fibrosarkome (etwa 10 % der Hauttumoren) oder Knochentumoren (Osteosarkome) sind deutlich seltener, bei Letzteren ist die Behandlung meist aussichtslos.
Schwellungen der Lymphknoten im Kopf- und Halsbereich sind bei Meerschweinchen vor allem durch das Bakterium Streptococcus zooepidemicus bedingt, welches über kleine Verletzungen in den Körper eindringt. Seltener ist die durch ein Oncornavirus bedingte Lymphknotenschwellung bei der Leukose, wobei hierbei meist auch die Lymphknoten anderer Körperstellen (Leistenlymphknoten, Kniefaltenlymphknoten) betroffen sind.

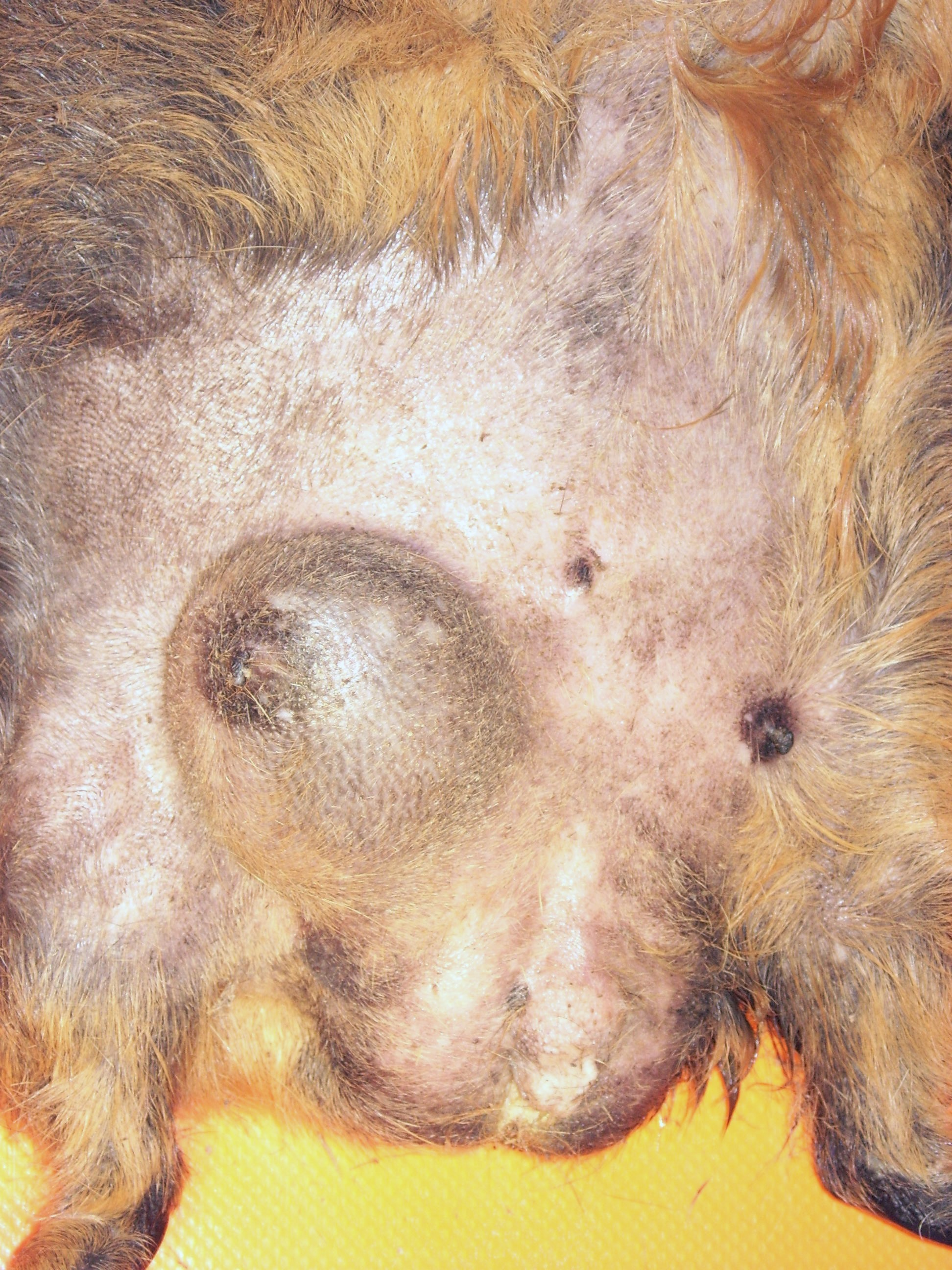
Gesäugekarzinom bei einem Meerschweinchenbock

Gesäugetumoren kommen bei Meerschweinchen beiderlei Geschlechts vor. Etwa drei Viertel sind gutartige Adenome, der übrige Teil bösartige Adenokarzinome. Sie zeigen sich in einer Umfangsvermehrung in der Leistenregion, in der die beiden Mammarkomplexe (einer auf jeder Körperseite) der Milchdrüse liegen. Eine Anschwellung des Gesäuges kann bei älteren, mehrmals tragend gewesenen Weibchen auch durch eine harmlose Gynäkomastie verursacht sein. Bei tragenden Weibchen kommen mit einer Häufigkeit von etwa 2 % auch Entzündungen der Milchdrüse (Mastitis) vor, die vor allem durch Colibakterien verursacht und mit Breitbandantibiotika (z. B. Chloramphenicol) behandelt werden.
Eine Verdickung im Bereich des Damms kann durch Verstopfung der Perinealtasche, einer Hauttasche zwischen Anus und Geschlechtsöffnung, in die Talgdrüsen münden, hervorgerufen werden. Die Verstopfung tritt vor allem bei älteren Männchen auf und kann auch durch einen zu weichen Kot (z. B. bei Darmmykose) bedingt sein. In diesem Fall müssen die mit Kot, Talgsekret und Epithelresten angefüllten Perinealtaschen manuell entleert und mit milden Hautdesinfektionsmitteln behandelt werden. In der Dammregion können auch bei Durchfall oder Harndrang große Klumpen aus Haaren, Einstreu, Kot und Urin entstehen. Diese werden, wie verstopfte Perianaltaschen, häufig von Fliegen zur Eiablage benutzt und es kommt zum Fliegenmadenbefall (Myiasis). Eine harte Umfangsvermehrung vor der Geschlechtsöffnung ist meist ein in der Harnröhre festsitzender Harnstein.
Bei Anschwellung im Bereich der Kehle muss auch an eine Vergrößerung der Schilddrüse (Struma) gedacht werden.

## Hautkrankheiten

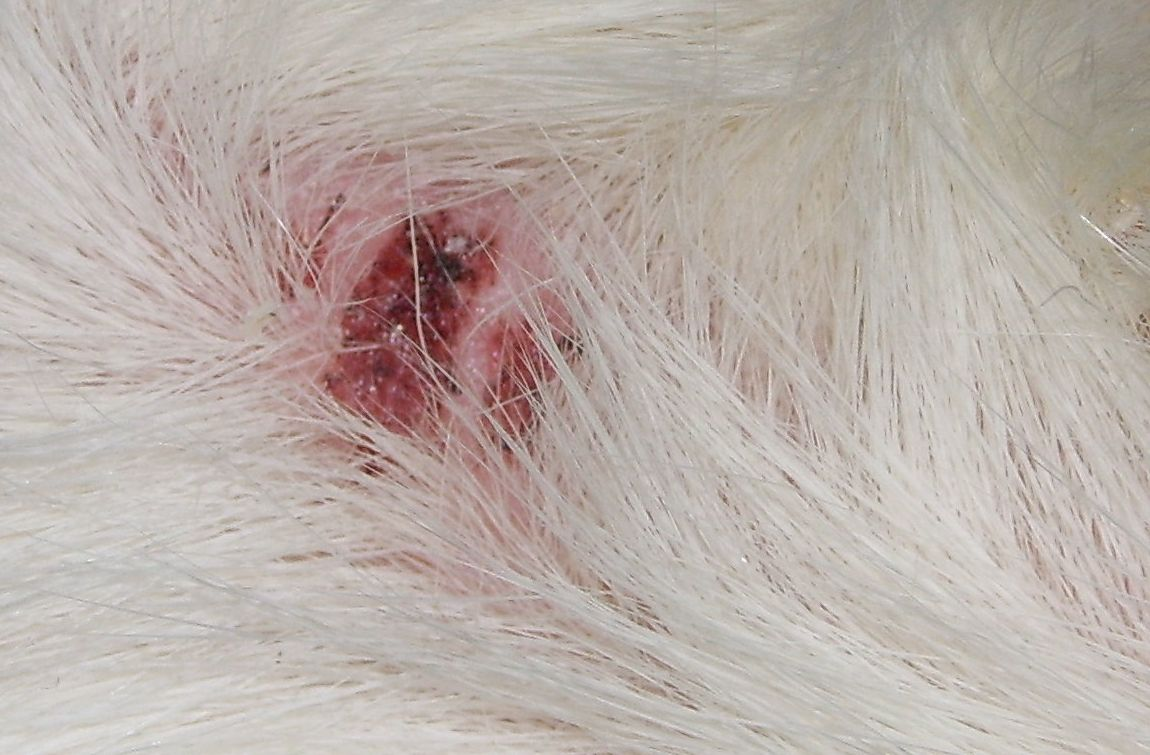
Hautverletzungen durch Kratzen bei Meerschweinchenräude

Hautkrankheiten äußern sich in Haut- (Effloreszenzen) und/oder Fellveränderungen. Diese können primär durch die Krankheit bedingt sein, oder sekundär, vor allem durch Kratzen infolge von Juckreiz. Da sich Meerschweinchen mit den Hinterbeinen kratzen, treten Hautveränderungen bei Juckreiz zumeist im vorderen Körperbereich auf.

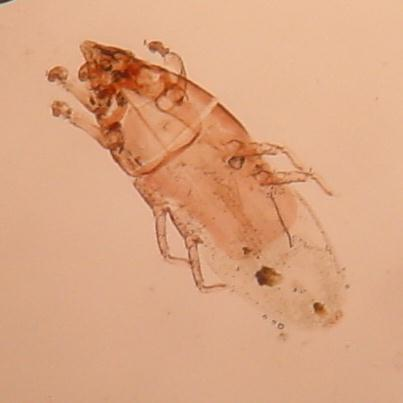
Pelzmilbe

Die häufigste Ursache für Hautveränderungen ist bei Meerschweinchen der Befall mit Ektoparasiten. Dabei dominieren die Meerschweinchenräude (Erreger Trixacarus caviae) sowie der Befall mit Pelzmilben (Chirodiscoides caviae) und mit Haarlingen (Gyropus ovalis, Gliricola porcelli, Trimenopon hispidum). Die beiden Letzteren können schon mit bloßem Auge erkannt werden, für den Nachweis von Trixacarus caviae ist die mikroskopische Untersuchung eines Hautgeschabsels erforderlich. Wesentlich seltener ist der Befall mit anderen Hautparasiten. Es gibt keine spezifisch an Meerschweinchen angepassten Läuse und Flöhe, bei Kontakt zu anderen Nagern können aber Mäuse- und Rattenläuse (Polypax serrata, Polypax spinulosa) oder Hunde- und Katzenflöhe auf Meerschweinchen übergehen. Sehr selten ist eine Demodikose (Demodex caviae) oder Cheyletiellose (Cheyletiella parasitovorax). Gelegentlich kommen auch allergische Reaktionen auf Vorrats- und Futtermilben (z. B. Acarus farris) vor. Die Behandlung der Hautparasitosen erfolgt mit Ektoparasitika wie Fipronil, Ivermectin, Doramectin, Selamectin oder Amitraz. Die Leishmaniose zeigt sich in geschwürigen Hautveränderungen, kommt aber nur in Südamerika vor.
An zweiter Stelle nach Hautparasiten kommen auch bakterielle Dermatitiden und Hautpilzerkrankungen (Dermatomykose und Dermatophytose) vor, Erstere auch nach Vorschädigung durch Parasiten und Kratzverletzungen. Eine bakterielle Hautentzündung ist durch schmierige Beläge gekennzeichnet, die Behandlung erfolgt mit Antibiotika. Als Hautpilz tritt beim Meerschweinchen vor allem Trichophyton mentagrophytes auf, der bevorzugt im Rückenbereich zu starker Schuppenbildung und Haarausfall führt. Zur Behandlung werden Antimykotika eingesetzt.
Häufige Ursache von Hautwunden sind Bissverletzungen, bei Gruppenhaltung durch andere Tiere, aber auch durch Kaninchen, Hunde und Katzen. Nicht selten kommt es auch nach subkutanen Injektionen zu Impfreaktionen, die zu einem trockenen Absterben und einer Abstoßung eines Hautbezirks führen, aber ansonsten harmlos sind und von allein ausheilen.
Darüber hinaus kommen bei Meerschweinchen auch Hauterkrankungen durch Hormonstörungen vor. Bei Weibchen sind die häufigste Ursache Östrogen-aktive Eierstockzysten, die meist einen symmetrischen Haarausfall in der Flanke hervorrufen. Juckreiz ist bei diesen Tieren in der Regel nicht vorhanden.

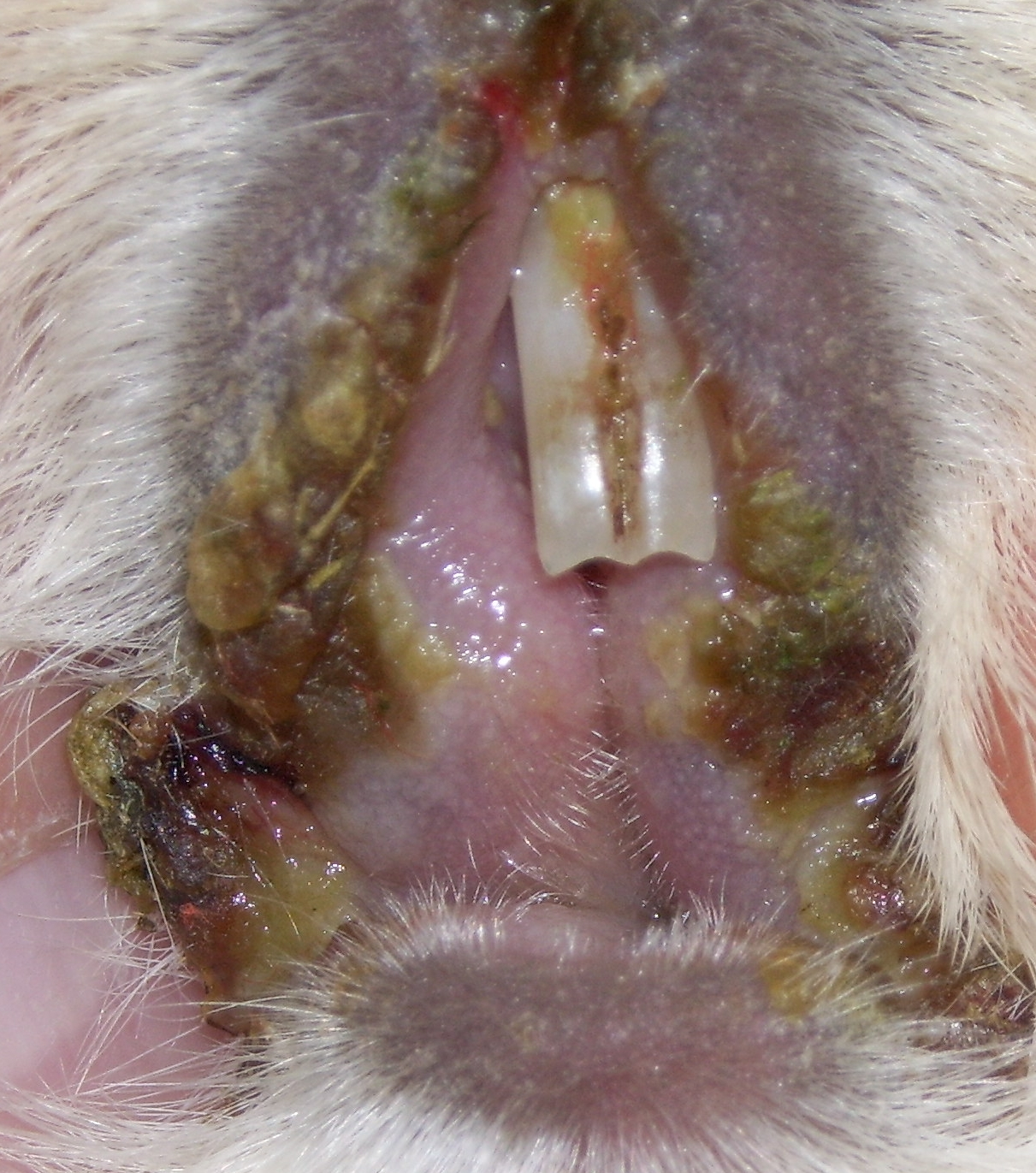
Lippengrind

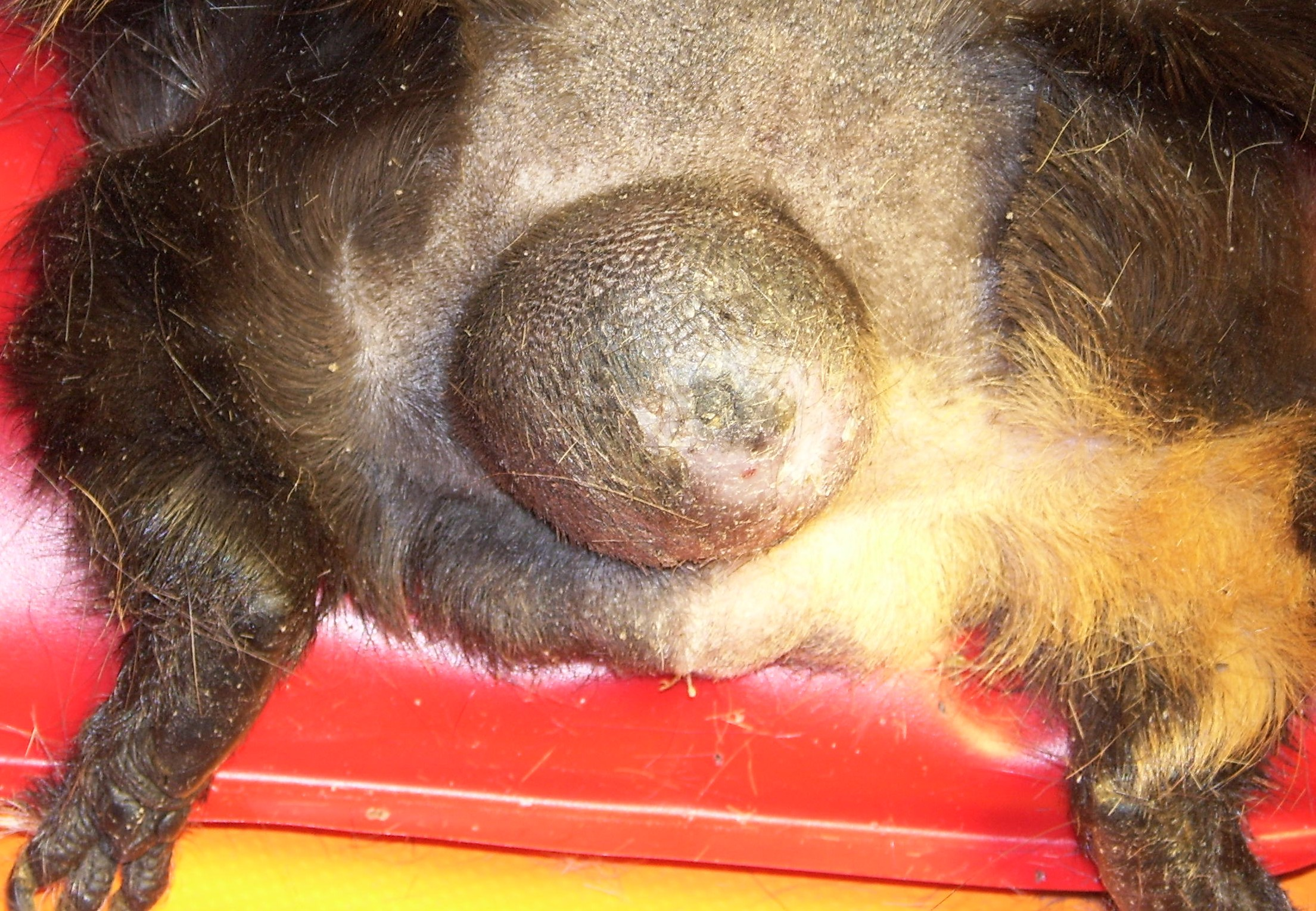
Kaudaldrüsentumor

An drei Lokalisationen kommen besondere Hauterkrankungen vor. Der Lippengrind (Cheylitis) führt zu Verschorfungen an den Mundwinkeln, die Ursache für diese Erkrankung ist bislang ungeklärt, die Behandlung daher schwierig. An der Schwanzwurzel besitzt das Meerschweinchen ein besonderes Hautdrüsengebiet, die Kaudaldrüse. Hier kann es zu Entzündungen oder Tumoren (Adenome) kommen, die sich in Verdickungen, Verklebungen und Rötung zeigen. Tumoren sollten möglichst frühzeitig chirurgisch entfernt werden. Das Sohlengeschwür kommt vor allem bei übergewichtigen Tieren, zu langen Krallen und schlechten Haltungsbedingungen vor. Hier kommt es zu Entzündungen des Ballens, in schweren Fällen zu schweren Allgemeinstörungen und hochgradigen Lahmheiten, die dann oft nur noch die Einschläferung zulassen.

## Erkrankungen der Geschlechtsorgane

### Weibliche Tiere

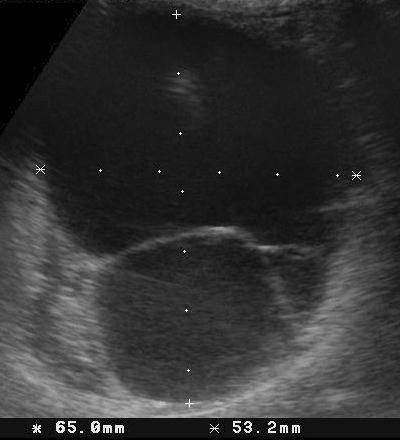
Ultraschallaufnahme von Ovarialzysten eines Meerschweinchens

Bei weiblichen Meerschweinchen treten häufig Zysten des Eierstocks (Ovarialzysten, insbesondere solche des Rete ovarii) auf. Die Ursache dafür ist bislang nicht geklärt, vermutlich handelt es sich um eine Hormonstörung. Die Zysten können sehr groß werden und aufgrund der Raumforderung zu einer Behinderung der Darmtätigkeit oder der Atmung und zu einer Auftreibung des Bauches führen. Hormonell aktive Zysten sind meist klein und bilden große Mengen Estrogene. Dies kann zu einem symmetrischen Haarausfall in der Flanke, Gewichtsverlust und zu einer Schwächung des Immunsystems und damit zu einer erhöhten Infektanfälligkeit führen. Große Zysten können durch die Bauchwand punktiert werden. Eine Hormonbehandlung mit hCG verzögert dann für einige Zeit eine erneute Bildung der Zysten. Wirklich kurativ ist aber nur eine operative Entfernung der Eierstöcke (Ovariektomie), die aber bei Meerschweinchen mit einem erheblich höheren Narkoserisiko als bei Hund, Katze oder Kaninchen verbunden ist.
Eine weitere relativ häufige Erkrankung bei Weibchen ist die Verdickung der Gebärmutterschleimhaut. Im Gegensatz zum Haushund entwickelt sich beim Meerschweinchen aber selten eine Eiteransammlung in der Gebärmutter (Pyometra), sondern eher eine Blutansammlung (Hämometra). Dieses Blut wird in Schüben meist zusammen mit dem Urin abgegeben, sodass die Erkrankung mit einer Harnblasenentzündung oder Harnsteinen verwechselt werden kann. Auch Tumoren der Gebärmutter können zu Einblutungen führen. Bei Meerschweinchen treten vor allem Leiomyome, seltener  Adenokarzinome auf. Im Gebärmutterhals kann es zu einer Verdickung der Schleimhaut mit Zunahme der dortigen Schleimdrüsen kommen, die als Endozervikale Hyperplasie bezeichnet wird.
Geburtsstörungen kommen gelegentlich bei Meerschweinchen vor. Begünstigend sind eine zu frühe Zuchtnutzung (vor dem 6. Lebensmonat), eine späte erste Zuchtbenutzung (nach dem 11. Lebensmonat), abgestorbene Föten oder ein zumeist fütterungsbedingter Calciummangel, der zu einer Wehenschwäche führt.

### Männliche Tiere
Bei Meerschweinchenböcken kann es zur Bildung von Sekretsteinen (Konkrementen) in den Samenblasendrüsen kommen. Das Allgemeinbefinden ist dadurch ungestört, es können jedoch der Harnblasenentzündung ähnliche Symptome auftreten. Die Bildung von Sekretsteinen ist jedoch relativ selten und tritt bei weniger als 1 % der Tiere auf.
Gelegentlich entwickeln deckaktive Böcke eine chronische Entzündung der Penisvorhaut und Eichel (Balanoposthitis), die durch nach der Kopulation in die Vorhauthöhle eingedrungene Fremdkörper verursacht wird. Bei längerem Bestehen kann sie in eine Paraphimose münden.

## Hormonstörungen
Zuckerkrankheit (Diabetes mellitus) kommt selten bei Meerschweinchen vor. Die Ursache ist bislang nicht erforscht. Nicht selten handelt es sich um einen labordiagnostischen Zufallsbefund und die Tiere sind symptomlos. Andere Tiere fressen und trinken viel, setzen häufig Urin ab und neigen zur Verfettung. Relativ häufig treten Trübungen der Augenlinse als Begleiterscheinung auf. Im fortgeschrittenen Fällen kommt es auch zu Leberschäden und die Tiere werden abgeschlagen oder komatös. Eine Behandlung mit langwirksamen Insulinpräparaten sollte nur bei ausgeprägter klinischer Symptomatik und wiederholten Blutglukosekontrollen erfolgen.
Bei der relativ häufigen auftretenden Überfunktion der Schilddrüse (Hyperthyreose) trinken und urinieren die Tiere viel und magern ab. Der Appetit ist anfangs noch gesteigert, im weiteren Verlauf nimmt die Futteraufnahme ab. Schmieriger Durchfall und die Neigung zu Rachenentzündungen aufgrund einer Schädigung des Immunsystems sind ebenfalls zu beobachten. Häufig kommt es zum Haarausfall, meist im Leistenbereich beginnend. Bei starker Vergrößerung der Schilddrüse kann eine Anschwellung im Halsbereich sichtbar sein.
Eine gesteigerte Wasseraufnahme (Polydipsie) ist nicht nur bei Hormonstörungen zu beobachten, sondern kann auch bei Zahnerkrankungen sowie haltungs- (Langeweile, Verhaltensstörung) und fütterungsbedingt (wenig Grünfutter) auftreten. Auch eine Gabe von als Entzündungshemmer eingesetzten Glucocorticoiden führt zu einer gesteigerten Flüssigkeitsaufnahme.

## Skeletterkrankungen

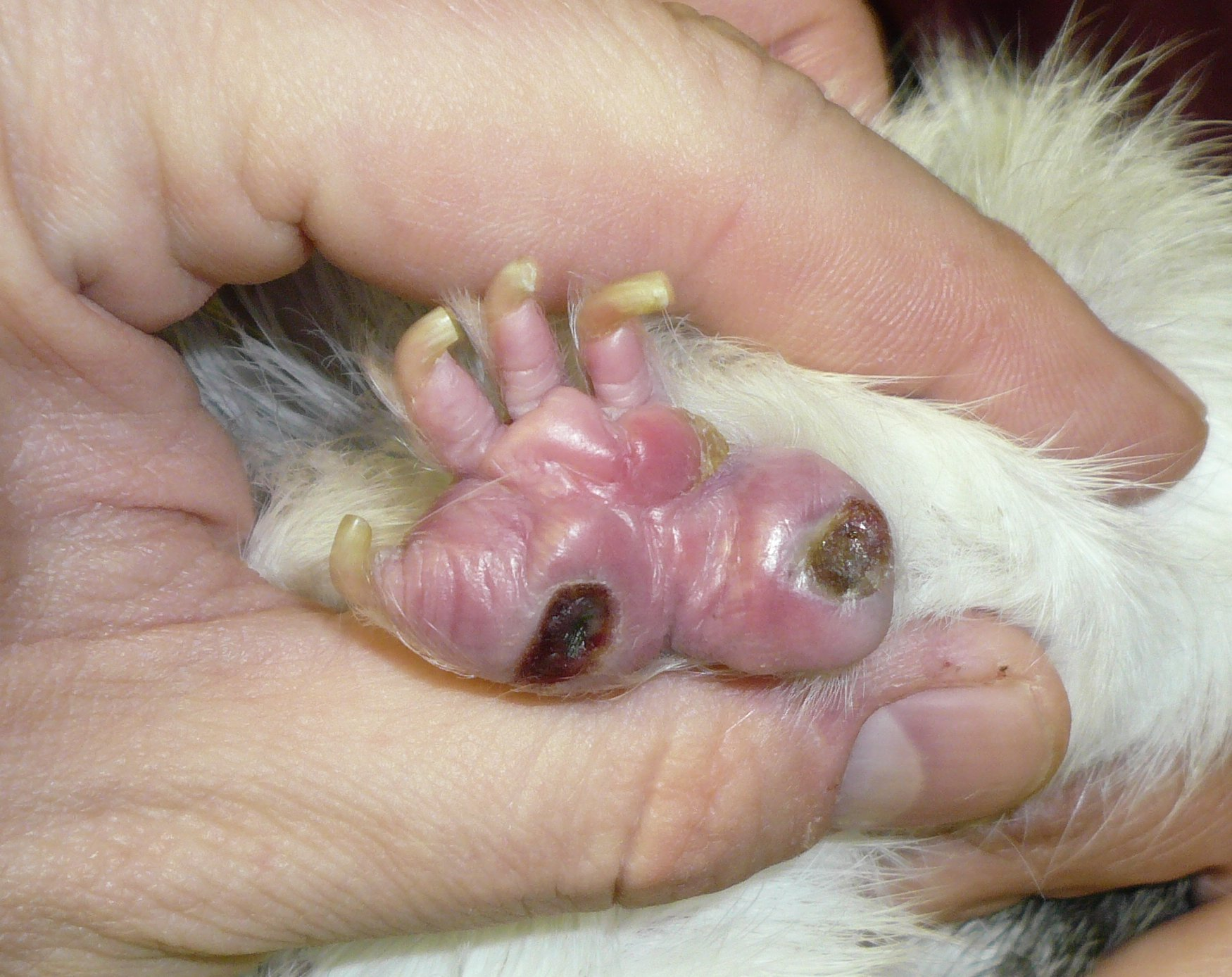
Sohlengeschwür bei einem Meerschweinchen

Knochenbrüche (Frakturen) kommen bei Meerschweinchen vor allem nach Tritten oder Stürzen vor. Die Knochen der Meerschweinchen neigen zu Splitterfakturen. Besonders häufig ist der Oberschenkelknochen betroffen. Frakturen führen zu einer Lahmheit mit Entlasten der betroffenen Gliedmaße. Es besteht außerdem die Gefahr einer Knochenentzündung (Osteomyelitis). Brüche müssen meist chirurgisch (Osteosynthese: Marknagelung oder Fixateur externe) versorgt werden.
Bei älteren Meerschweinchen können bösartige Knochentumoren (Osteosarkome) auftreten, vor allem am Oberarmknochen. Die Tiere zeigen eine zunehmende Lahmheit und Schmerzen. Eine Behandlung ist zumeist nicht sinnvoll, eine Einschläferung zu empfehlen.
Bei Satinmeerschweinchen tritt eine spezielle Knochenerkrankung auf, die Osteodystrophie, die mit Gliedmaßenschmerzen und Entlastungsversuchen („Tippeln“) einhergeht. Diese Erbkrankheit ist nicht behandelbar.
Gelenkerkrankungen kommen bei Meerschweinchen ebenfalls vor. Akute Entzündungen (Arthritis) entstehen zumeist nach Verletzungen oder Sohlengeschwür und müssen antibiotisch versorgt werden. Chronische Gelenkveränderungen (Arthrosen) können bei älteren Tieren als Abnutzungserscheinung auftreten und die Behandlung beschränkt sich meist auf die Gabe von schmerzstillenden Medikamenten.

## Neurologische Erkrankungen
Neurologische Erkrankungen sind bei Meerschweinchen eher selten. Am häufigsten sind Traumen die Ursache, die zu Schädigungen des Rückenmarks oder, bei Kopfverletzungen, des Gehirns führen. Die Folge sind zumeist Lähmungen, bei schweren Schäden ist die Prognose schlecht. Auch die eher selten vorkommende Meerschweinchenlähme muss bei Lähmungserscheinungen in Betracht gezogen werden. Der Erreger dieser Erkrankung des Rückenmarks ist bislang nicht bekannt. Die Meerschweinchenlähme ist nicht behandelbar und führt meistens innerhalb von 10 Tagen zum Tod des Tieres. Lähmungen können auch bei einem Schlaganfall, einer Hirnhautentzündung, einer Hirnentzündung, Hirnabszessen oder Hirntumoren auftreten.

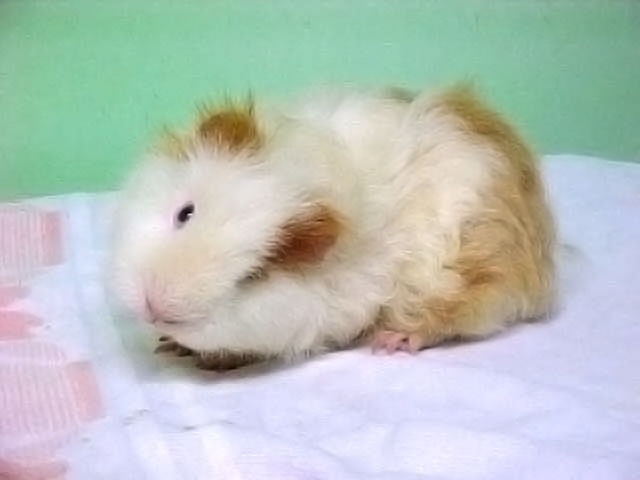
Kopfschiefhaltung (Torticollis)

Kopfschiefhaltungen werden zumeist von einer aus einer Mittelohrentzündung ausgehenden Innenohrentzündung hervorgerufen. Mittelohrentzündungen (Erreger Streptococcus equi, Bordetella bronchiseptica, Streptococcus pneumoniae, Escherichia coli, Klebsiellen oder Pseudomonaden) sind relativ häufig (Inzidenz 15 %), bleiben aber meist symptomlos. Ein Übergreifen auf das Innenohr tritt nur bei etwa 1 % der Fälle auf. Obwohl in verschiedenen Studien 25 bis 50 % der Meerschweinchen Antikörper gegen Encephalitozoon cuniculi aufwiesen, sind bisher keine klinischen Erkrankungen nach einer Infektion mit diesem Erreger dokumentiert.
Krampfanfälle werden bei Meerschweinchen meist durch Meerschweinchenräude hervorgerufen, da die Tiere bei starkem Befall unter einem extremen Juckreiz leiden. Typischerweise lassen sich diese Anfälle durch kräftiges Streicheln auslösen. Auch Leber-, Nieren-, Herz-, Hirnerkrankungen, Anämien, Septikämien, Hitzschlag, Vergiftungen (Oleander) und Hypoglykämien können Anfälle hervorrufen. Bei übergewichtigen Weibchen im Zeitraum eine Woche vor bis eine Woche nach der Geburt muss an eine Ketose („Trächtigkeitstoxikose“) gedacht werden. Diese verläuft meist perakut und ist damit nicht mehr behandelbar.

## Augenkrankheiten
Meerschweinchen besitzen in der Augenhöhle einen ausgedehnten Fettkörper. Bei einigen Rassen oder überernährten Tieren kann es zur Ausbildung eines „Fettauges“ kommen, wobei das untere Augenlid nach außen vorquillt (scheinbares Ektropium). Dies ist keine Erkrankung und bedarf keiner Behandlung.
Ein Grauer Star, also eine Trübung der Augenlinse, kommt bei Meerschweinchen erblich bedingt, als Alterserscheinung oder bei Zuckerkrankheit vor. Eine Behandlung des Grauen Stars ist beim Meerschweinchen nicht üblich. Linsenveränderungen wie Grauer Star oder eine Sklerose der Augenlinse sind die häufigste Augenerkrankung bei Meerschweinchen, sie treten bei etwa 38 % der Tiere auf.
Eine Bindehautentzündung (Konjunktivitis) mit Rötung der Bindehaut und Augenausfluss wird zumeist durch Fremdkörper (Heustaub) oder Zugluft ausgelöst, kann aber auch eine Begleiterkrankung bei Atemwegsinfekten (siehe oben) sein. Eine Konjunktivitis ist auch bei einem starken Vitamin-C-Mangel typisch. Fremdkörper können auch eine Verletzung der Hornhaut und eine Hornhautentzündung (Keratitis) verursachen.

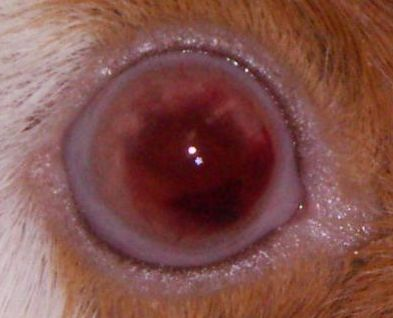
Osseäre Choristie

Eine besondere Augenkrankheit des Meerschweinchens ist die Osseäre Choristie. Hierbei kommt es zu einer Knochenzubildung im Ziliarkörper, die sich als weißliche, spangenartige Trübungen in der Peripherie des sichtbaren Teils des Augapfels zeigen. Die Ursache der Erkrankung ist unbekannt und sie ruft meist auch keine Beeinträchtigung des Tieres hervor. In Ausnahmefällen kann sie zu einer Entzündung der mittleren Augenhaut (Uveitis) oder zu einem Grünen Star (Glaukom) führen.
Gelegentlich kommt es auch zur Entzündung des Tränensacks (Dakryozystitis), die zumeist von Zahnwurzelspitzen ausgeht.